# Zeitgeist (album The Smashing Pumpkins)
Zeitgeist – album grupy The Smashing Pumpkins, wydany przez Reprise Records 6 lipca 2007 w niektórych krajach, zaś 10 lipca w USA i Kanadzie. Jest to pierwsze wydawnictwo zespołu od czasu rozpadu w roku 2000. Z poprzedniego składu zostali już tylko Billy Corgan i Jimmy Chamberlin, którzy sami nagrali wszystkie utwory na albumie. Na czas trasy koncertowej dołączyli do nich Jeff Schroeder (gitara, wokal), Ginger Reyes (gitara basowa, wokal) i Lisa Harriton (keyboard, wokal).

## Lista utworów
1. "Doomsday Clock" – 3:44
2. "7 Shades of Black" – 3:17
3. "Bleeding the Orchid" – 4:03
4. "That's the Way (My Love Is)" – 3:48
5. "Tarantula" – 3:51
6. "Starz" – 3:43
7. "United States" – 9:53
8. "Neverlost" – 4:20
9. "Bring the Light" – 3:40
10. "(Come On) Let's Go!" – 3:19
11. "For God and Country" – 4:24
12. "Pomp and Circumstances" – 4:21

## Alternatywne wydania
Zeitgeist został  również wydany w wersjach specjalnych, dostępnych odpowiednio w sklepach iTunes, Best Buy i Target. Taki ruch został mocno skrytykowany przez media, między innymi magazyn Rolling Stone Nie wiadomo jednak, czy był to pomysł samej grupy czy też wytwórni; na drugie z tych rozwiązań wskazuje podobna praktyka przy innych wydawnictwach rozpowszechnianych przez Reprise Records.

## Pozycje na listach

### Album
| Rok  | Notowanie                      | Pozycja |
| ---- | ------------------------------ | ------- |
| 2007 | US Billboard 200               | 2       |
| 2007 | New Zealand RIANZ Album Charts | 1       |
| 2007 | Canadian Album Charts          | 1       |
| 2007 | UK Album Charts                | 4       |
| 2007 | Irish Album Charts             | 5       |
| 2007 | Australia Album Charts         | 7       |

### Single
| Rok  | Singel           | Notowanie              | Pozycja |
| ---- | ---------------- | ---------------------- | ------- |
| 2007 | "Tarantula"      | US Billboard Hot 100   | 54      |
| 2007 | "Tarantula"      | Modern Rock Tracks     | 2       |
| 2007 | "Tarantula"      | Mainstream Rock Tracks | 6       |
| 2007 | "Tarantula"      | Hot Digital Songs      | 44      |
| 2007 | "Tarantula"      | Irish Singles Chart    | 44      |
| 2007 | "Tarantula"      | Mainstream Pop 100     | 50      |
| 2007 | "Tarantula"      | UK Singles Chart       | 59      |
| 2007 | "Doomsday Clock" | US Billboard Hot 100   | 97      |
| 2007 | "Doomsday Clock" | Mainstream Pop 100     | 81      |

## Twórcy
- Billy Corgan – wokal, gitara, gitara basowa, keyboard, pianino
- Jimmy Chamberlin – perkusja

### Wsparcie podczas trasy koncertowej
- Ginger Reyes – gitara basowa, wokal
- Jeff Schroeder – gitara, wokal
- Lisa Harriton – keyboard, wokal